# P680
P680은 식물, 조류, 남세균의 광계 II와 관련된 이합체 분자로 산소 발생 광합성에서 중심적인 역할을 하며 반응 중심 색소인 엽록소 a이다. 광계 II 1차 공여체(영어: photosystem II primary donor)라고도 한다.

## 어원
P680의 "P"는 "색소(pigment)"에서 유래되었으며, "680"은 가시광선의 적색 부분인 680 nm의 빛을 가장 잘 흡수한다는 것을 의미한다.

## 구성 요소
P680의 구조는 PD1과 PD2라고 하는 두 개의 서로 다른 엽록소 분자의 이종이량체로 구성된다. 이 "특수 쌍(special pair)"은 마치 단일 분자인 것처럼 빛 에너지에 의해 여기되어 단일 단위로 기능하는 엑시톤 이합체를 형성한다.

## 작용 및 기능

### 여기
P680은 적절한 파장의 광자를 직접적으로 흡수하거나 광계 II 내의 다른 엽록소로부터 간접적으로 여기 에너지를 받아 전자를 더 높은 에너지 준위로 여기시킨다. 고에너지 전자를 갖는 P680은 강력한 환원제인 P680*로 지정된다.

### 전하 분리
여기 후 P680*의 고에너지 전자는 P680 근처의 광계 II 내에 위치한 페오피틴 분자인 1차 전자 수용체에 의해 흡수된다. 이러한 전자 전달 과정에서 P680*은 이온화 및 산화되어 양이온성 P680+를 생성한다.

### P680의 복구
산화된 P680(P680+)은 알려져 있는 것 중에 가장 강력산 생물학적 산화제이다. P680+의 추정되는 산화환원전위는 약 1.3 V이다. 이것은 산소 발생 광합성에서 물을 산화시키는 것을 가능하게 한다. P680+는 산소 발생 복합체를 통해 물을 산화시켜 전자를 얻음으로써 P680을 재생한다.

## 같이 보기
- P700
- 광계 I
- 광계 II

## 참고 문헌
- Raszewski, Grzegorz; Diner, Bruce A.; Schlodder, Eberhard; Renger, Thomas (2008). “Spectroscopic properties of reaction center pigments in photosystem II core complexes: Revision of the multimer model”. 《Biophys. J.》 95 (1): 105–119. Bibcode:2008BpJ....95..105R. doi:10.1529/biophysj.107.123935. PMC 2426664. PMID 18339736.
- Rappaport, F; Guergova-Kuras, M; Nixon, PJ; Diner, BA; Lavergne, J (2002). “Kinetics and pathways of charge recombination in photosystem II” (PDF). 《Biochemistry》 41 (26): 8518–8527. doi:10.1021/bi025725p. PMID 12081503.